# Erilophodes pallida
Erilophodes pallida är en fjärilsart som beskrevs av Warren. Erilophodes pallida ingår i släktet Erilophodes och familjen mätare. Inga underarter finns listade i Catalogue of Life.